# کیشا لنس باتمز
کیشا لنس باتمز یک سیاستمدار و وکیل آمریکایی است که شصتمین شهردار آتلانتا، جورجیا است. وی در سال ۲۰۱۷ به عنوان شهردار انتخاب شد. وی پیش از شهردار شدن، عضو شورای شهر آتلانتا بود که نمایندگی بخشی از جنوب غربی آتلانتا را بر عهده داشت. رئیس‌جمهور بایدن، باتمز را به عنوان معاون مشارکت مدنی و حمایت از رأی دهندگان در کمیته ملی دموکرات برای دوره ۲۰۲۱–۲۰۲۵ معرفی کرد.
در ۶ مه ۲۰۲۱، باتمز اعلام کرد که به دنبال انتخاب مجدد به عنوان شهردار آتلانتا نخواهد بود.